# Strážný vrch (Polomené hory, 468 m)
Strážný vrch (468 m n. m.) je vrch v okrese Česká Lípa Libereckého kraje. Leží asi 1,5 km vsv. od obce Chlum na jejím katastrálním území.

## Popis vrchu
Je to kupovitý neovulkanický suk na malém tělese sodalititu se subvulkanickou bazaltoidní brekcií, odkrytém ze svrchnokřídových křemenných pískovců, které vystupují na svazích vrchu. Příkré svahy místy kryje deskovitá vulkanitová suť. Vrch je zalesněný převážně listnatými porosty.
Strážný vrch leží uprostřed těsné hřbetní skupiny tří kopců. Na východě leží Suchý vrch (428 m n. m.) a blíže na západ je nejvyšší Maršovický vrch (499 m n. m.), který je zčásti odtěžený.

## Geomorfologické zařazení
Vrch náleží do celku Ralská pahorkatina, podcelku Dokeská pahorkatina, okrsku Polomené hory, podokrsku Housecká vrchovina a Maršovické části.

## Přístup
Nejbližší dojezd automobilem je do Chlumu. Odtud se dá vyjít cestou po svahu Maršovického vrchu do sedla mezi ním a Strážným vrchem a vystoupat na vrchol. Zaparkovat se dá také u silnice I/38 a využít turistických tras červené (Staré Splavy – Jestřebí) a zelené (ze Starých Splavů).